# NGC 2552
NGC 2552 (другие обозначения — UGC 4325, MCG 8-15-62, ZWG 236.42, IRAS08156+5009, PGC 23340) — спиральная галактика в созвездии Рыси. Открыта Уильямом Гершелем в 1788 году.
Галактика удалена на 11,4 мегапарсека, имеет светимость в 1,3⋅109 L⊙, масса нейтрального водорода в ней составляет 6,4⋅108 M⊙ Движение газа в галактике не совпадает с движением звёзд — скорости движения газа больше скоростей движения звёзд. Наблюдаемая кривая вращения галактики указывает на то, что гало галактики описывается так называемой моделью изотермического гало.
Этот объект входит в число перечисленных в оригинальной редакции «Нового общего каталога».